# Alexis Van Hamme
Alexis Van Hamme (Brussel, 12 juli 1818- Brussel, 1875) was een Belgisch schilder vooral bekend voor zijn historische stukken.

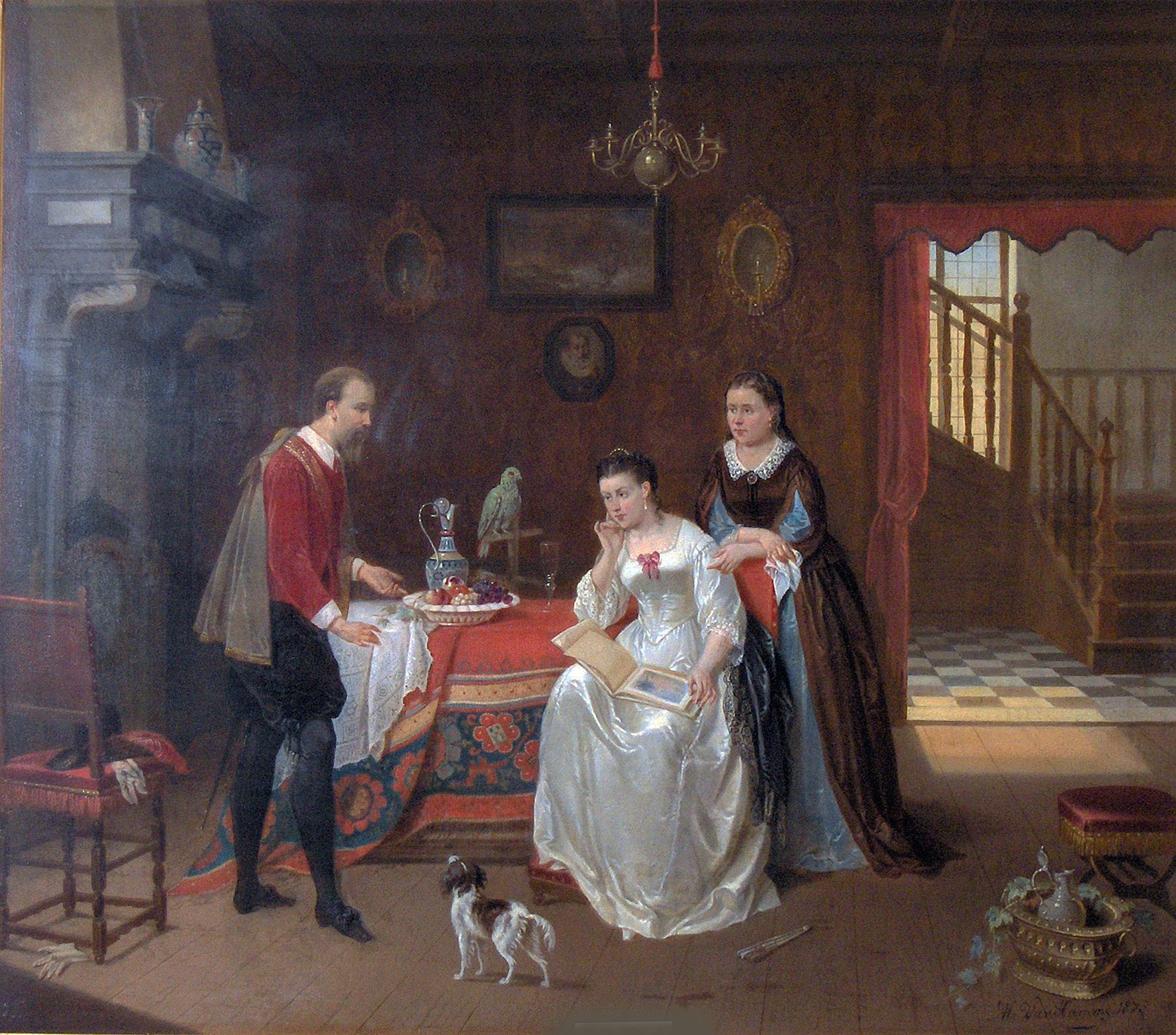
Geanimeerd adellijk interieur (1873), privé-bezit

Hij genoot zijn opleiding aan de Academie van Antwerpen onder Nicaise De Keyser en Henri Leys. Geheel in dezelfde lijn als zijn leermeesters schilderde hij
op romantische wijze historische gebeurtenissen, genreschilderijen en interieurs. Zijn werken zijn zeer gedetailleerd en beschrijven in hoofdzaak scènes uit de 17de eeuw, op dezelfde wijze als de Oude Meesters uit die tijd. Zijn interieurs ondergaan duidelijk de invloed van de 17de-eeuwse Nederlandse fijnschilder Gerrit Dou.
Zijn schilderij "De Intrede van Albrecht en Isabella in Brussel in 1599", dat hij had getoond op de tentoonstelling van 1852 werd aangekocht door koning Leopold I. Een ander schilderij "Marcus Antonius en Cleopatra" werd gebruikt als illustratie in het boek Cleopatra: Egypt's Last and Greatest Queen van Susan Blackabay.
Zijn werken komen nog regelmatig voor op veilingen in het binnenland en het buitenland. Ze behalen er soms hoge prijzen, tot 80.000 DM (ongeveer 40.000 €).
De meeste werken bevinden zich nog in privébezit, maar er bevinden zich ook in de Koninklijke Musea voor Schone Kunsten van België (Brussel) met "De Kantwerkster" (1847), Brighton Museum and Art Gallery met "Verkoopster van gevogelte" en in de Public Library of New York met "Hollandse Markt".